# أليكس ويلكينسون
أليكس ويلكينسون (4 سبتمبر 1994 - ) (بالإنجليزية: Alex Wilkinson)‏ هو لاعب كريكت بريطاني.

## وصلات خارجية
- أليكس ويلكينسون على موقع إي آس بي آن كريك إنفو (الإنجليزية)